# 谭霖
谭霖（？—？），江西人，是一名清朝政治人物。
谭霖曾于1828年接替陈玉成任宝山县知县一职，1828年由李正鼎接任。